# Lidemark Sogn
Lidemark Sogn 
ist eine Kirchspielsgemeinde (dän.: Sogn)
auf der Insel Sjælland im südlichen Dänemark.
Bis 1970 gehörte sie zur Harde Bjæverskov Herred im damaligen Præstø Amt, danach zur Skovbo Kommune im Roskilde Amt, die im Zuge der  Kommunalreform zum 1. Januar 2007 in der Køge Kommune in der Region Sjælland aufgegangen ist.
Im Kirchspiel leben 301 Einwohner (Stand: 1. Januar 2023).
Im Kirchspiel liegt die Kirche „Lidemark Kirke“.
Nachbargemeinden sind im Nordosten Lellinge Sogn, im Osten Herfølge Sogn, im Süden Sædder Sogn, im Südwesten Vollerslev Sogn und im Nordwesten Bjæverskov Sogn.